# Santa Ana Yancuitlalpan
Santa Ana Yancuitlalpan är en ort i Mexiko.   Den ligger i kommunen Atlixco och delstaten Puebla, i den sydöstra delen av landet, 100 km sydost om huvudstaden Mexico City. Santa Ana Yancuitlalpan ligger 1 779 meter över havet och antalet invånare är 976.
Terrängen runt Santa Ana Yancuitlalpan är kuperad åt nordost, men åt sydväst är den platt. Runt Santa Ana Yancuitlalpan är det ganska tätbefolkat, med 222 invånare per kvadratkilometer. Närmaste större samhälle är Atlixco, 4,6 km nordväst om Santa Ana Yancuitlalpan. Omgivningarna runt Santa Ana Yancuitlalpan är en mosaik av jordbruksmark och naturlig växtlighet.